# Casa Edward Mooney
La Casa Edward Mooney (en inglés: Edward Mooney House) es una casa histórica ubicada en Nueva York, Nueva York. La Casa Edward Mooney se encuentra inscrita  en el Registro Nacional de Lugares Históricos desde el 12 de diciembre de 1976.  

## Ubicación
La Casa Edward Mooney se encuentra dentro del condado de Nueva York en las coordenadas 40°42′52″N 73°59′53″O / 40.714444, -73.998056.